# Галанта
Галанта (слч. Galanta, мађ. Galánta) град је у Словачкој, који се налази у оквиру Трнавског краја.

## Географија
Галанта је смештена у западном делу државе. Главни град државе, Братислава, налази се 45 км западно од града.
Рељеф: Галанта се развила у словачком делу Панонске низије, у њеном северозападу. Подручје око града је равничарско, на приближно 120 m надморске висине.
Клима: Клима у Галанти је умерено континентална.
Воде: Галанта се близу тока реке Вах, најважније реци у држави.

## Историја
Људска насеља на овом простору датирају још из праисторије. Насеље под данашњим именом први пут се спомиње 1237, као место насељено Мађарима. Насеље је 1303. године добило градска права. Током следећих векова град је био у саставу Угарске као обласно трговиште.
Крајем 1918. Галанта је постала део новоосноване Чехословачке. У времену 1938-44. године град је био враћен Хортијевој Мађарској, али је поново враћен Чехословачкој после рата. За време комунизма град је нагло индустријализован, па је дошло до наглог повећања становништва. После осамостаљења Словачке град је постао њено значајно средиште, али је дошло до привредних тешкоћа у време транзиције.

## Становништво
| Година:    | 1994.  | 2004.   | 2014.   | 2024.   |
| ---------- | ------ | ------- | ------- | ------- |
| Број људи: | 16 823 | 16 000  | 14 977  | 15 358  |
| Разлика:   |        | -4,89 % | -6,39 % | +2,54 % |

| Година:    | 2023.  | 2024.   |
| ---------- | ------ | ------- |
| Број људи: | 15 339 | 15 358  |
| Разлика:   |        | +0,12 % |

Данас Галанта има око 15.000 становника и последњих година број становника полако расте.
Етнички састав: По попису из 2021. састав је следећи:
- Словаци - 63,1%%,
- Мађари - 27,7%%,
- Роми - 0,2%%,
- Чеси - 0,5%%,
- остали.

Верски састав: По попису из 2021. састав је следећи:
- римокатолици - 49,7%,
- атеисти - 32,6%%,
- лутерани - 4,1%,
- остали.[5]

## Значајне особе
- Франтишек Валабек (1907—1980), СДБ, римокатолички свештеник, религијски затвореник (осуђен на 6 година затвора)[6]

## Партнерски градови
- Бечеј
- Албињазего

## Галерија
- Дворац у Галанти
- Градска железничка станица